# Curtiss P-40 Warhawk
Curtiss P-40 là kiểu máy bay tiêm kích và máy bay tấn công mặt đất của Mỹ bay lần đầu vào năm 1938. Nó có 1 động cơ, một chỗ ngồi, cấu trúc toàn kim loại, và được dùng với số lượng lớn trong Thế Chiến II. Thiết kế của P-40 là sự cải biến kiểu máy bay P-36 trước đó; giúp rút ngắn thời gian thiết kế, cho phép nhanh chóng đưa vào sản xuất và hoạt động. Khi việc sản xuất ngưng vào tháng 11 năm 1944, có 13.738 chiếc đã được chế tạo. Nó được sử dụng bởi không quân của 28 nước và tiếp tục hoạt động trong các đơn vị tiền phương cho đến hết chiến tranh.
Warhawk là tên Không lực Lục quân Hoa Kỳ đặt cho mọi phiên bản của chiếc máy bay này, trở thành tên chính thức của P-40 tại Mỹ. Không lực các nước Khối Thịnh Vượng Chung đặt tên Tomahawk cho các kiểu tương đương với P-40B và P-40C, và Kittyhawk cho các kiểu tương đương với P-40D và sau đó.
Việc thiếu sót một bộ siêu tăng áp khiến cho chiếc P-40 yếu thế hơn những máy bay tiêm kích của Không quân Đức khi không chiến tầm cao, nên nó ít được sử dụng tại Mặt trận Tâu Âu. Tuy nhiên, giữa những năm 1941 - 1944, P-40 đóng vai trò quan trọng trong không lực các nước Đồng Minh tại các chiến trường chính khác khắp thế giới: Mặt trận Trung Hoa, Mặt trận Địa Trung Hải, Mặt trận Đông Nam Á, Mặt trận Tây Nam Thái Bình Dương, Mặt trận Bắc Phi và Mặt trận Đông Âu. Tính năng bay kém ở tầm cao của chiếc P-40 không ảnh hưởng nhiều tại các chiến trường này, nơi mà tải trọng bom, tính bền bỉ và tầm bay xa và trang bị vũ khí tốt của nó được đánh giá cao.
P-40 tham gia chiến đấu đầu tiên cùng các phi đội Khối Thịnh Vượng Chung trong Không lực Sa Mạc vào tháng 8 năm 1941. Phi đội 112]] Không quân Hoàng gia Anh]] là đơn vị đầu tiên sử dụng Tomahawk, và đã sao chép kiểu trang trí "miệng cá mập" trên mũi máy bay từ các chiếc Bf 110 của Không quân Đức. Hình tượng này nổi tiếng hơn khi được Đội Phi Hổ (Flying Tigers) tại Trung Hoa dùng trên những chiếc P-40 của họ.
Tại những chiến trường mà tính năng bay ở tầm cao không quan trọng, P-40 tỏ ra là máy bay tiêm kích hiệu quả. Mặc dù được xem là kiểu máy bay tầm thường, chỉ thích hợp cho hỗ trợ mặt đất, những nghiên cứu sau này - khi xem xét thành tích của các đơn vị Đồng Minh riêng lẻ - cho thấy P-40 cũng thể hiện tốt một cách đáng ngạc nhiên vai trò tiêm kích chiếm ưu thế trên không, thỉnh thoảng chịu nhiều tổn thất, nhưng cũng bắn hạ được rất nhiều máy bay địch. P-40 còn có lợi điểm là giá thành thấp, cho phép tiếp tục sản xuất như là máy bay tấn công mặt đất, sau khi đã bị xem là lạc hậu trong vai trò máy bay tiêm kích chiếm ưu thế trên không.

## Thiết kế và phát triển

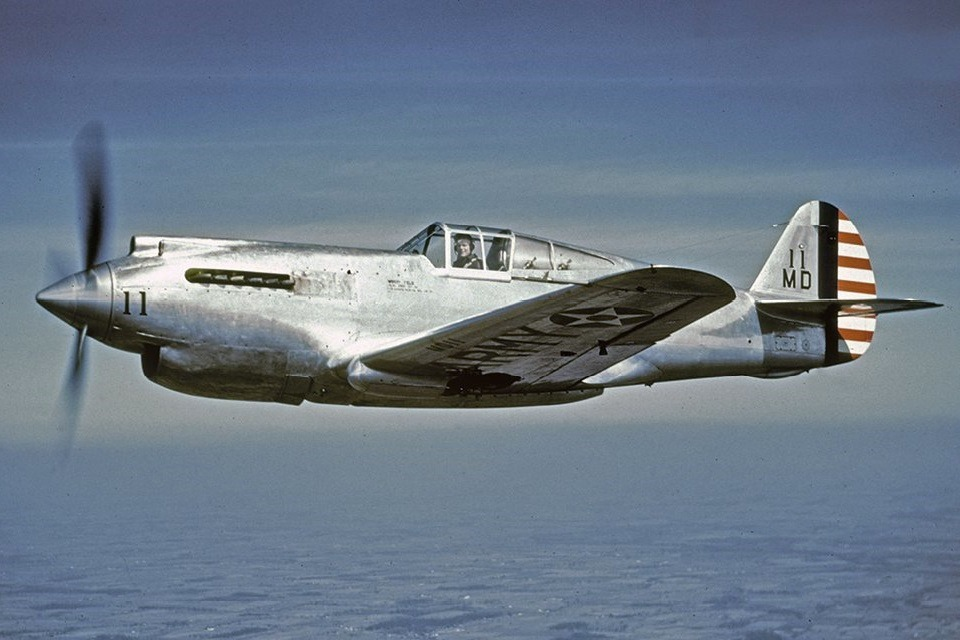
XP-40 đang bay.

Chiếc nguyên mẫu XP-40 vốn là chiếc Curtiss P-36 Hawk thứ 10 được sản xuất, với động cơ Pratt & Whitney R-1830 (Twin Wasp) 14-xy lanh bố trí hình tròn được thay bằng kiểu động cơ Allison V-1710 V-12 làm mát bằng nước có tăng áp. Kiểu động cơ V-12 không cung cấp nhiều động lực hơn kiểu hình tròn nhưng có bề mặt trước nhỏ hơn giúp làm giảm lực cản.

### Đặc tính bay
P-40 có độ nhanh nhẹn tốt, nhất là ở tốc độ cao. Nó là một trong những máy bay cánh đơn có khả năng lượn vòng nhanh nhất trong chiến tranh, mặc dù ở tốc độ thấp nó không thể cơ động kịp những máy bay tiêm kích Nhật Bản như A6M-Zero và Nakajima Ki-43 Hayabusa ("Oscar").
Động cơ Allison V-1710 có công suất 1.040 mã lực ở mặt biển và ở 14.000 ft., không đủ mạnh theo tiêu chuẩn lúc ấy, và tốc độ của chiếc P-40 chỉ ở mức trung bình. Khả năng lên cao chỉ từ vừa đến kém tùy theo phiên bản. Gia tốc khi bổ nhào tốt và tốc độ bổ nhào là xuất sắc. Tuy nhiên, bộ siêu tăng áp 1-tầng 1-tốc độ trang bị cho động cơ khiến nó không thể cạnh tranh với những máy bay đương thời trên tầm cao.

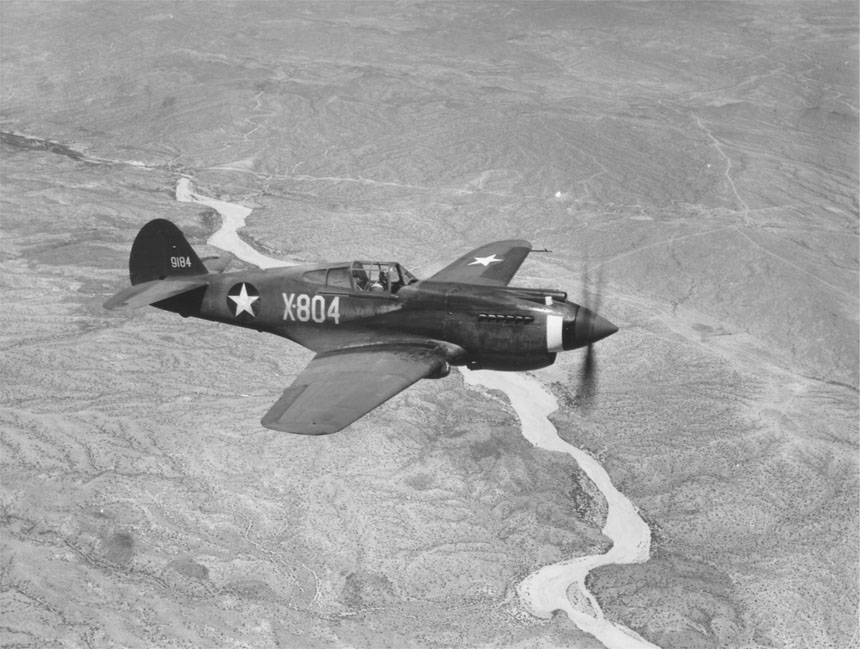
Góc nhìn 3/4 một chiếc P-40 đời đầu đang bay.

P-40 là một máy bay đơn giản, không có những sáng tạo tinh vi như cánh tà (aileron) tăng cường hay mép trước cánh tự giương, nhưng nó có một kết cấu vững chắc với cánh gồm 7 tấm ghép (longeron). Nó cho phép P-40 sống sót sau những va chạm trên không - khi xảy ra với máy bay địch thường mang lại chiến công cho các phi công Hoàng gia Anh hay Xô Viết.
Tầm hoạt động được xem là tốt khi so với tiêu chuẩn đầu chiến tranh, gần gấp đôi Supermarine Spitfire hay Messerschmitt Bf 109, mặc dù kém hơn Zero, Ki-43, P-38 và P-51. Tầm nhìn là khá tốt, cho dù bị cản trở bởi dàn khung phức tạp và hoàn toàn bị che khuất phía sau trên những phiên bản đầu tiên. Tầm nhìn mặt đất hạn chế và vệt bánh đáp khá hẹp dẫn đến nhiều tai nạn do hạ cánh trên mặt đất.
Những phiên bản sau của P-40 có vỏ giáp và trang bị vũ khí khá tốt, P-40 cũng mang được các vũ khí tấn công mặt đất có hiệu quả ở tải trọng trung bình. Thiết kế một phần được ráp theo cụm, cho phép bảo trì dễ dàng tại tiền phương, cũng như chịu được các điều kiện khắc nghiệt trong nhiều hoàn cảnh thời tiết khác nhau.

## Lịch sử hoạt động
Tháng 4 năm 1939, Không lực Bộ binh Hoa Kỳ, chứng kiến những máy bay tiêm kích kiểu dáng đẹp, tốc độ cao, động cơ thẳng hàng hoạt động trong các không quân Âu Châu, đã đặt đơn hàng một kiểu máy bay tiêm kích lớn nhất trong lịch sử: 524 chiếc P-40.

### Không quân Pháp
Một đơn đặt hàng sớm đã đến từ Không quân Pháp, trước đó đã sử dụng P-36. Không quân Pháp đặt mua 140 chiếc tên gọi Hawk 81A-1, nhưng Pháp đã thất trận trước khi những chiếc máy bay ra khỏi nhà máy. Sau đó, nó được chuyển sang các nước Khối Thịnh Vượng Chung (dưới tên gọi Tomahawk I), trong vài trường hợp, trang bị thiết bị theo hệ mét.
Cuối những năm 1942, khi những đơn vị Không quân Pháp tại Bắc Phi chuyển từ chính quyền Vichy sang phía Đồng Minh, lực lượng Mỹ đã chuyển những chiếc P-40F cho Phi Đội GC II/5, phi đội nổi tiếng trong lịch sử vì đã gắn liền với tên tuổi Lafayette Escadrille. GC II/5 dùng những chiếc P-40F và P-40L trong chiến đấu tại Tunisia, và sau đó, nhiệm vụ tuần tiễu ngoài khơi Địa Trung Hải cho đến giữa năm 1944, khi chúng được thay bằng P-47D.

### Không quân Hoàng gia Anh/Không lực Sa Mạc

#### Lịch sử

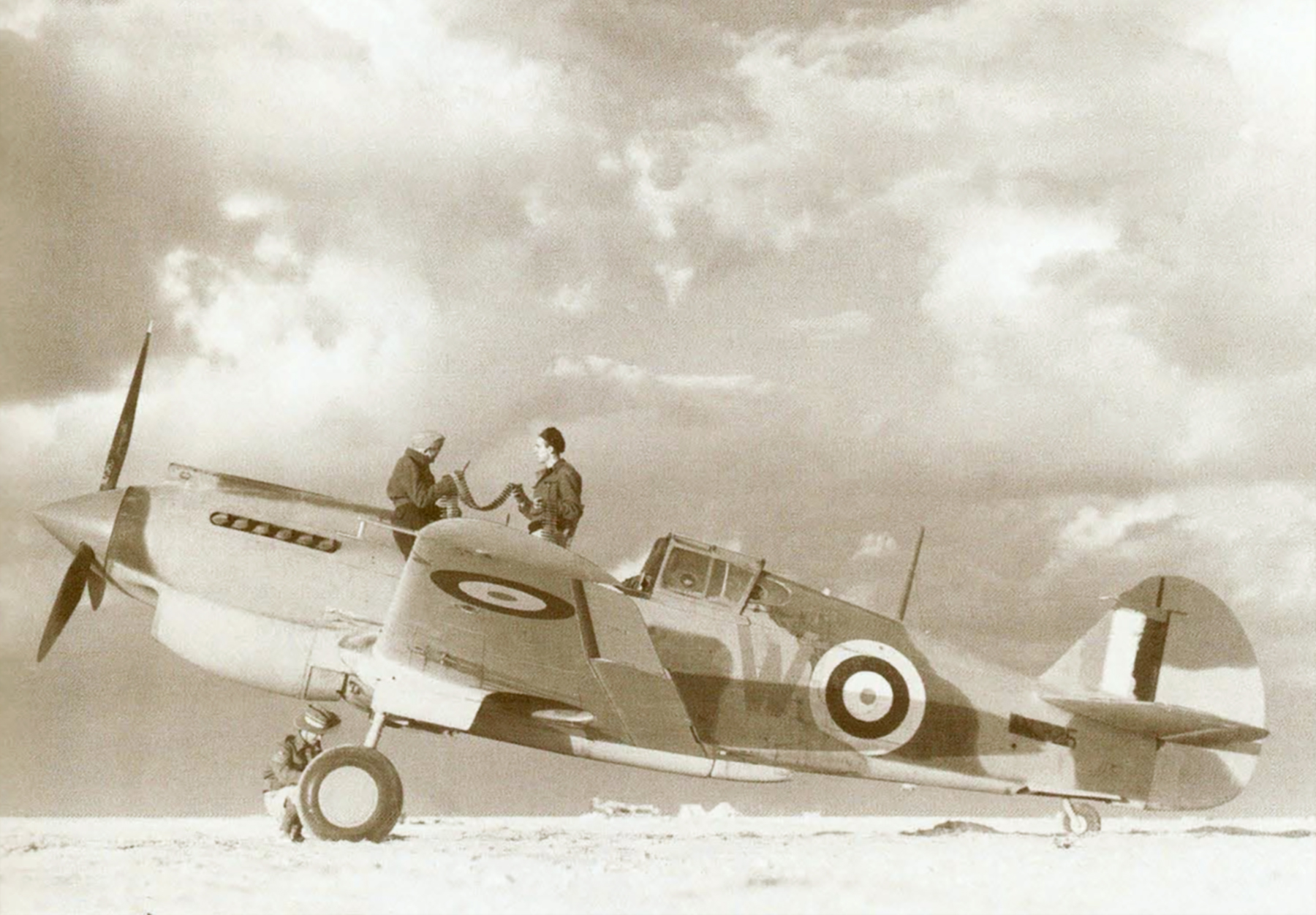
Nhân viên kỹ thuật vũ khí đang bảo trì chiếc Tomahawk của Phi Đội 3 Hoàng Gia tại Bắc Phi, 23 tháng 12 năm 1941.

Bộ Hàng không Anh quốc cho rằng chiếc P-40 Tomahawk không phù hợp để chiến đấu tại chiến trường Tây Âu, và nó được chuyển đến phục vụ trong Không lực Sa Mạc (DAF: Desert Air Force) tại Bắc Phi và Trung Đông. P-40 bắt đầu hoạt động từ tháng 8 năm 1941. Các phi đội Tomahawk và Kittyhawk chống đỡ sự tấn công mạnh mẽ của Không quân Đức và Ý trong Chiến dịch Bắc Phi. Tomahawk nhanh chóng chứng tỏ là có hiệu quả chống lại các máy bay Phe Trục và góp phần đưa cán cân lực lượng có lợi thế cho phe Đồng Minh. Sự xuất hiện của nó và dần thay thế Hawker Hurricane buộc Đức phải cho nghỉ hưu những chiếc Messerschmitt Bf 109E ("Emil") và đưa những chiếc Bf 109F ("Friedrich") mới hơn đến Bắc Phi.
Trên bầu trời Alexandria, Phi đội 250 Hoàng gia ghi được chiến công không chiến đầu tiên của P-40 vào ngày 8 tháng 6 năm 1941, khi Trung sĩ Tom Paxton và đồng đội Jack Hamlyn tiêu diệt một chiếc máy bay ném bom CANT Z.1007 của phi đội 211a Squadriglia Không quân Ý. Nhiều ngày sau, Tomahawk hoạt động trong chiến dịch Syria-Liban cùng Phi Đội 3 Không quân Hoàng gia Australia (RAAF), ghi được 19 chiến công trên các máy bay Pháp thuộc chính quyền Vichy trong tháng 6 và tháng 7 năm 1941, chỉ thiệt hại 1 chiếc P-40 (cùng một chiếc bị mất do hỏa lực mặt đất). Các chiến công đó bao gồm 5 chiếc máy bay tiêm kích Dewoitine D.520 vốn được nhiều người đánh giá là máy bay Pháp tốt nhất trước chiến tranh.

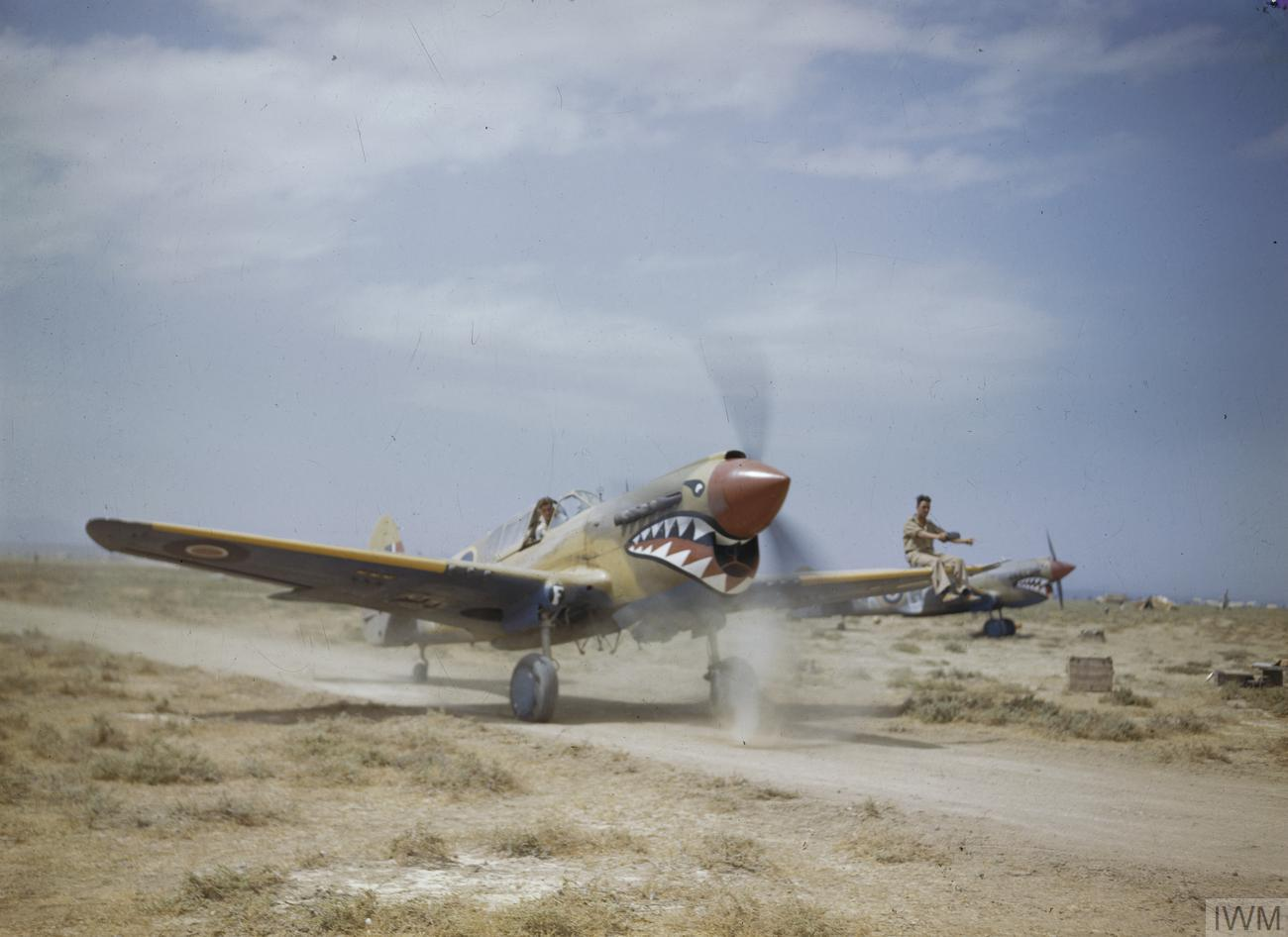
Một chiếc Kittyhawk Mk III thuộc Phi Đội 112 Hoàng Gia đang lăn bánh tại Medenine, Tunisia, năm 1943. Nhân viên mặt đất ngồi trên cánh dẫn đường cho phi công, do tầm nhìn trước bị mũi máy bay che khuất.

Khi chuyển sang máy bay P-40, các phi công Không lực Sa Mạc nhận thấy rằng việc hạ cánh đòi hỏi sự tiếp cận chậm và xuôi hơn những chiếc Spitfire và Hurricane, vì bánh đáp sau xếp được của chiếc P-40 sẽ gẩy gập nếu đáp quá mạnh. Phi công Ách nổi bật nhất người Australia Clive Caldwell sau này nói rằng vũ khí trang bị cho chiếc Tomahawk bao gồm hai súng máy 0,50 inch trước mũi và hai súng máy Browning 0,303 inch trên mỗi cánh là không đủ. Điều này được sửa chữa ở phiên bản P-40E Kittyhawk, được trang bị ba súng máy 0,50 inch trên mỗi cánh. Caldwell cũng bị ấn tượng bởi các tính năng khác. Ông cho rằng chiếc P-40 "chịu đựng được những áp lực khi nhào lộn cùng máy bay đối phương." "P-40 hầu như không có khuyết điểm, mặc dù nó hơi khó điều khiển ở tốc độ tối đa". "Tốc độ bổ nhào nhanh hơn hầu hết những máy bay một động cơ khác." Ông tin rằng các Đơn vị Huấn luyện Chiến thuật đã không chuẩn bị một cách thích đáng cho các phi công để chiến đấu trên chiếc P-40, và với tư cách là một chỉ huy, ông nhấn mạnh đến tầm quan trọng của việc huấn luyện các phi công mới một cách đầy đủ.
Chiếc Tomahawk được thay bằng kiểu Kittyhawk (ký hiệu "D" trở về sau) mạnh hơn từ đầu năm 1942, cho dù Tomahawk vẫn tiếp tục được sử dụng cho đến năm 1943. Kittyhawk bao gồm một số cải tiến quan trọng, và là máy bay tiêm kích ưu thế trên không chủ lực của Không lực Sa Mạc trong những tháng đầu năm 1942, cho đến khi có mặt phiên bản Spitfire "nhiệt đới hóa". Từ ngày 26 tháng 5, các đơn vị trang bị Kittyhawk được sử dụng như những đơn vị tiêm kích-ném bom. Không lực Sa Mạc cũng nhận được một số ít máy bay phiên bản nhanh hơn P-40F/L (Kittyhawk IIA) gắn động cơ Packard Merlin, đa số chúng hoạt động trong Không lực Mỹ. Phiên bản sau đó P-40M/N cũng đến tiếp theo, nhưng cũng được dùng chủ yếu trong vai trò tiêm kích-ném bom.
Tổng cộng, có 12 phi đội thuộc Không quân Hoàng gia Anh, hai phi đội Không quân Hoàng gia Australia và hai phi đội Không quân Nam Phi (SAAF) phục vụ trong Không lực Sa Mạc sử dụng 930 chiếc P-40. Chính phủ Anh cũng tặng cho Không lực Xô Viết 23 chiếc P-40.

#### Thành tích
Đa số các cuộc không chiến tại Bắc Phi diễn ra ở độ cao dưới 5.000 m (16.000 ft), độ cao mà tính năng bay của chiếc P-40 bắt đầu giảm. Và trong tay của những phi công thành thạo, P-40 chứng tỏ có hiệu quả để chống lại những máy bay tốt nhất của Không quân Đức và Không lực Hải quân Ý. Nó được ghi nhận là tốt hơn đáng kể so với chiếc Hurricane cũ hơn, mà nó thay thế trong vai trò máy bay tiêm kích chủ lực của Không lực Sa Mạc. P-40 tỏ ra nguy hiểm cho các máy bay ném bom phe Trục tại chiến trường này, cũng như chiếc Bf 110 và các máy bay tiêm kích đời đầu của Ý, như chiếc Fiat G.50 và chiếc Macchi C.200, mặc dù kiểu Bf 109 tỏ ra là một thách thức đáng kể, đặc biệt là các phiên bản F và G. P-40 vượt hơn Bf 109 về tính cơ động và độ bền cấu trúc, tương đương về hỏa lực, nhưng kém hơn về vận tốc và tốc độ lên cao.

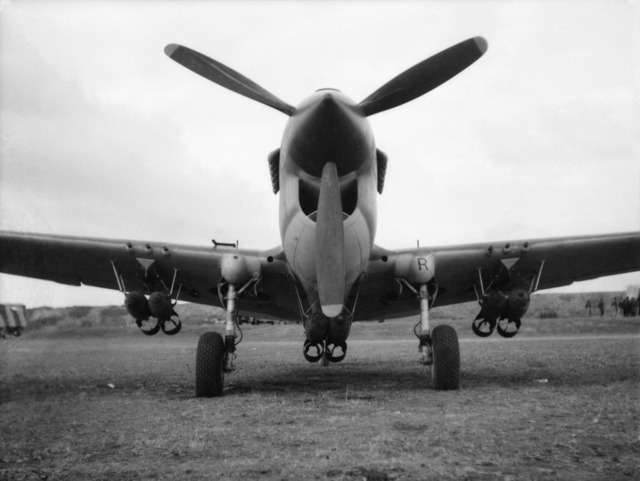
Một chiếc P-40 "Kittybomber" thuộc Phi đội 450 Không quân Hoàng gia Australia, trang bị sáu bom 250 lb. Bắc Phi, 1943. (Chụp ảnh: William Hadfield.)

Khi các phi đội P-40 Không lực Sa Mạc bắt đầu chuyển sang các phi vụ hộ tống ném bom và hỗ trợ gần mặt đất, thiệt hại gia tăng đáng kể. Thêm vào đó, từ năm 1942, Kittyhawk được dùng trong Không lực Sa Mạc như máy bay tiêm kích-ném bom, nên nó được đặt biệt danh là "Kittybomber". Hậu quả của việc chuyển đổi vai trò này là, nhiều phi công P-40 bị bắt chết ở tốc độ chậm và thấp bởi những chiếc Bf 109 tinh ranh, được lái bởi những phi công kỳ cựu của các đơn vị ưu tú như Jagdgeschwader 27 (JG27) trong Không quân Đức. "Chuyên gia" hàng đầu tại Bắc Phi, Hans-Joachim Marseille, có lẽ đã tiêu diệt đến 70 chiếc P-40 trong sự nghiệp của ông.

### Không quân Trung Hoa - (Phi công Tình nguyện Hoa Kỳ)
Đội Phi Hổ (Flying Tigers), được biết đến một cách chính thức là Đội Phi công Tình nguyện Hoa Kỳ, là một đơn vị của Không quân Trung Hoa Dân Quốc tuyển mộ các phi công Mỹ. Từ cuối năm 1941, Đội Phi Hổ sử dụng máy bay P-40.
So sánh với những máy bay tiêm kích Nhật Bản đối địch, điểm mạnh của P-40 là nó rất chắc chắn, trang bị vũ khí nặng, nói chung nhanh hơn khi bổ nhào và có tốc độ lộn vòng tốt hơn. Trong khi P-40 không thể sánh được về độ cơ động của các kiểu Nakajima Ki-27 và Ki-43 Nhật đối địch, chỉ huy của Đội, tướng Claire Chennault, đã huấn luyện các phi công của ông sử dụng các ưu thế đặc trưng về tính năng bay của P-40. Nó có tốc độ bổ nhào nhanh hơn các máy bay tiêm kích Nhật, và được tận dụng trong chiến thuật được gọi là "boom-and-zoom" (bắn rồi dzọt). Đội Phi Hổ hoạt động khá thành công, và các chiến thắng của nó được lan truyền rộng rãi với mục đích tuyên truyền. Theo thống kê của riêng họ, Đội Phi Hổ diệt được 297 máy bay cả trên không và dưới đất và chịu thiệt hại 21 phi công và máy bay. Theo các nguồn thống kê khác, họ ít nhất đạt được 115 chiến công.

### Không lực Lục quân Hoa Kỳ
Thiếu úy Joseph D. Shaffer thuộc Phi đội Tiêm kích 33 đóng tại Reykjavík, Iceland, lái một chiếc P-40C đã chia một nửa thành tích đầu tiên của Không lực Lục quân Hoa Kỳ bắn rơi một máy bay Đức trong Thế Chiến II. Một chiếc Focke-Wulf Fw 200C-3 bay bên trên căn cứ ngày 14 tháng 8 năm 1942 bị bắn hư hại bởi Shaffer, trước khi bị tiêu diệt bởi một chiếc P-38F.
Giống như chiếc P-39, nhiều quan chức Không Lực Mỹ trong Thế Chiến II xem chiếc P-40 không đủ mạnh, và nó dần dần được thay bằng những kiểu có động cơ tăng áp như P-38 Lightning, P-51 Mustang và P-47 Thunderbolt. Dù sao, gánh nặng về những hoạt động của máy bay tiêm kích trong Không Lực Mỹ vào những năm 1942 - 43 do P-40 và P-39 đảm nhiệm. Tại Thái Bình Dương, hai kiểu máy bay tiêm kích này, cùng với chiếc F4F Wildcat của Hải quân Mỹ, đóng góp phần nhiều nhất vào việc ngăn chặn sức mạnh không lực Nhật Bản trong giai đoạn khó khăn này.

#### Mặt trận Thái Bình Dương

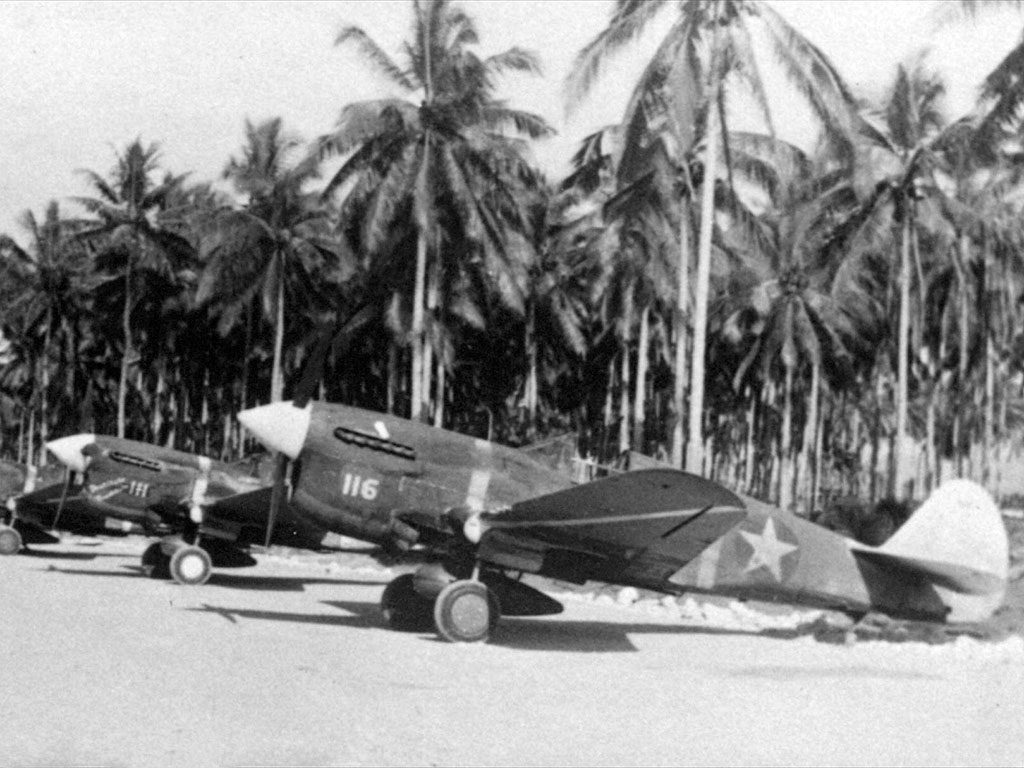
P-40 tại chiến trường Tây Nam Thái Bình Dương trong Thế Chiến II.

P-40 là máy bay tiêm kích chủ yếu của Không lực Lục quân Hoa Kỳ tại Thái Bình Dương trong thời kỳ 1941 - 1942. Trong các trận chiến quan trọng ở Trân Châu Cảng, Philippines và trong chiến dịch Đông Ấn thuộc Hà Lan, các phi đội P-40 Không lực chịu đựng những tổn thất đáng kể dưới đất và trên không do những máy bay tiêm kích Nhật Bản như Ki-43 "Oscar" và A6M Zero. Trong những trận chiến sau đó, chiến thuật tốt hơn và việc huấn luyện được cải thiện đã cho phép những thế mạnh của kiểu máy bay này được sử dụng hiệu quả hơn và P-40 đã đóng vai trò quyết định trong trận phòng thủ Darwin, Australia và Port Moresby, New Guinea.
Do những vấn đề về phụ tùng dự trữ và thay thế, Không lực 5 Hoa Kỳ và Không quân Hoàng gia Australia đã thành lập một cơ chế quản lý và dự trữ chung cho P-40 cho cả hai lực lượng vào ngày 30 tháng 7 năm 1942, và nhiều chiếc P-40 được chuyển đổi qua lại giữa hai lực lượng không quân.
Phi đội Tiêm kích 49 là một trong những đơn vi Mỹ nổi bật tại chiến trường Tây Nam Thái Bình Dương, hoạt động ngay từ những ngày đầu của chiến tranh. Robert DeHaven là một "Ách" của phi đội này, ghi được mười chiến công (trong tổng số 14) trên chiếc P-40. Ông đã so sánh P-40 đối với chiếc P-38 như sau: 
"Nếu bạn lái một cách thông minh, P-40 là một chiếc máy bay rất có tiềm năng. Trong nhiều điều kiện, nó có thể vượt hơn P-38, một thực tế mà một số phi công không nhận thấy khi họ chuyển đổi giữa hai loại máy bay. Chiếc P-40 đã từng giữ cho tôi sống sót và cho phép tôi hoàn thành nhiệm vụ. Vấn đề chủ yếu là nó thiếu tầm bay xa. Khi chúng tôi đẩy lui quân Nhật, phi công P-40 dần bị tụt hậu lại phía sau. Cho nên khi chuyển đổi sang lái chiếc P-38, một máy bay xuất sắc, không phải vì P-40 là một chiếc máy bay kém, nhưng vì tôi biết chỉ có chiếc P-38 mới đưa chúng tôi đến gặp quân thù. Tôi là một phi công tiêm kích và đó là tất cả những gì tôi định làm."
Phi đội 49 bay P-40 cho đến năm 1944, khi họ chuyển sang sử dụng P-38.

#### Mặt trận Trung Hoa-Miến Điện-Ấn Độ
Chiếc P-40 hoạt động rất tốt trên mặt trận này, ghi được tỉ lệ thắng cao so với các kiểu máy bay tiêm kích Nhật Bản như Nakajima Ki-43, Nakajima Ki-44 Shoki ("Tojo") và chiếc Zero. P-40 được sử dụng tại mặt trận này cho đến tận năm 1944, và được một số phi công Mỹ tại Trung Quốc ưa chuộng hơn so với kiểu P-51 Mustang. Ngoài Liên đội Tiêm kích 23, các liên đội 51 và 80, cùng Phi đội Trinh sát Chiến thuật 10 cũng sử dụng P-40 tại mặt trận này. Có ít nhất 40 phi công Mỹ đạt được "Ách" khi lái P-40 tại mặt trận Trung Hoa-Miến Điện-Ấn Độ.
Đội Phi công Tình nguyện Hoa Kỳ (Đội Phi Hổ) được sáp nhập vào Không lực Lục quân Hoa Kỳ dưới tên gọi Liên đội Tiêm kích 23, và đơn vị này tiếp tục lái những chiếc P-40 phiên bản mới hơn cho đến hết chiến tranh, ghi được một tỉ lệ thắng-thua cao đáng kể. Các đơn vi hậu duệ của Đội tình nguyện trong Không lực 10 và Không lực 14 tiếp tục thể hiện tốt với những chiếc P-40 của họ, ghi được 973 chiến công của mặt trận, chiếm 64,8% số máy bay địch bị hạ. Sử gia hàng không Carl Molesworth nhận định "...chiếc P-40 đơn giản là đã không chế bầu trời Miến Điện và Trung Hoa. Nó có khả năng tạo lập ưu thế trên không bên trên lãnh thổ Trung Quốc tự do, bắc Miến Điện và thung lũng Assam của Ấn Độ vào năm 1942, và chúng chưa bao giờ đánh mất nó." 

#### Mặt trận Địa Trung Hải

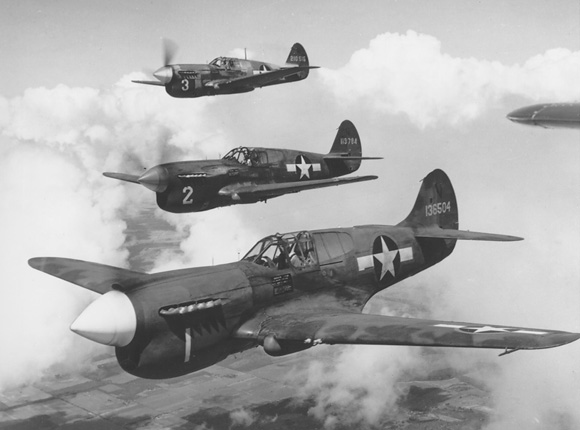
Từ cao đến thấp: P-40 F/L, P-40K Warhawk

Một số máy bay P-40 đầu tiên của Không lực Mỹ sử dụng trên chiến trường này cất cánh từ những tàu sân bay trong Chiến dịch Torch, hạ cánh trên những sân bay vừa mới chiếm được của phe Vichy Pháp.
Mặc dù P-40 chịu đựng tổn thất cao tại Mặt trận Địa Trung Hải, nhiều đơn vị P-40 Mỹ có thành tích chiến đấu tốt trên chiến trường này, ghi được tỉ lệ thắng:thua cao chống lại các máy bay phe Trục. Ví dụ như Liên đội Tiêm kích 324 ghi được tỉ lệ thắng thua cao hơn 2:1. tổng cộng, có 23 phi công Mỹ đạt "Ách" tại chiến trường Địa Trung Hải khi lái P-40, đa số là trong nữa đầu của năm 1943. Cũng như tại Thái Bình Dương, chiến thắng trong không chiến hầu như dựa trên kinh nghiệm và những chiến thuật hiệu quả.
Cũng ở trên chiến trường này mà phiên bản P-40L nhẹ hơn nhiều được sử dụng rộng rãi, chủ yếu là bởi các phi công Mỹ. Nhiều phi công Mỹ còn lược bớt hơn nữa những chiếc P-40 của họ cho có tính năng bay cao hơn, thường bằng cách tháo bỏ hai hay nhiều hơn những khẩu súng máy gắn trên cánh của những chiếc P-40F/L.
Phi đội Tiêm kích 99, thường được biết đến như là phi đội gồm những phi công người Mỹ da đen, Tuskegee Airmen, lái những chiếc P-40 tại chiến trường Địa Trung Hải. Lần đầu tiên những phi công này tham gia chiến đấu chống địch là vào ngày 9 tháng 6 năm 1943, khi Phi đội 99 đang hoạt động tại Pantelleria, Italy. Một chiếc Focke Wulf Fw 190 được báo cáo đã bị bắn hư hại bởi Trung úy Willie Ashley Jr. Vào ngày 2 tháng 7 phi đội ghi được chiến công không chiến được xác nhận đầu tiên; một chiếc Fw 190 bị bắn rơi bởi Đại úy Charles Hall. Phi đội 99 tiếp tục ghi các chiến công của nó bằng những chiếc P-40 cho đến tháng 2 năm năm 1944, khi nó nhận các máy bay P-39 để thay thế.
Phi đoàn Tiêm kích 57 được trang bị máy bay tiêm kích Curtiss cho đến tận đầu năm 1944, trong thời gian đó họ ghi được ít nhất 140 chiến công không chiến. Phi đoàn 57 là đơn vị chủ lực tham gia "Cuộc thảm sát Chúa nhật Lễ Lá" vào ngày 18 tháng 4 năm 1943. Những tín hiệu thông tin giải mã được cho biết về một đoàn nhiều máy bay vận tải Đức Junkers Ju 52 sẽ vượt Địa Trung Hải, và được máy bay tiêm kích Bf 109 hộ tống. Một cuộc mai phục được vạch ra, sử dụng ba phi đội thuộc Phi đoàn 57, một phi đội P-40 thuộc Phi đoàn Tiêm kích 324 và một nhóm nhỏ Spitfire thuộc Không lực Sa Mạc. Họ đánh chặn đoàn máy bay Đức và bắn rơi ít nhất 70 máy bay, trong khi chỉ thiệt hại sáu hoặc bảy máy bay Đồng Minh bị bắn rơi.
Phi đoàn Tiêm kích 325 (còn được gọi là "Checkertail Clan"), cũng sử dụng những chiếc P-40 tại Mặt trận Địa Trung Hải. Phi đoàn này ghi được ít nhất 133 chiến công không chiến trong khoảng thời gian từ tháng 4 đến tháng 10 năm 1943, trong đó có 95 chiếc Bf 109 và 26 chiếc Macchi C.202, trong khi chỉ bị thiệt hại 17 chiếc P-40 trong chiến đấu.
Một giai thoại liên quan đến Phi Đoàn 325, cho thấy điều gì sẽ xảy ra nếu một phi công Bf 109 sai lầm cố ý lượn vòng theo chiếc P-40. Theo sử gia của Phi Đoàn 325 Carol Cathcart: "vào ngày 30 tháng 7, 20 chiếc P-40 của (Phi Đoàn Tiêm kích) 317... thực hiện một phi vụ... bên trên Sardinia. Khi họ quay về hướng Nam trên phần Tây của đảo, họ bị tấn công gần Sassari... Lực lượng tấn công bao gồm 25 đến 30 chiếc Bf 109 và Macchi C.202... Trong phút chốc, cuộc chiến ác liệt diễn ra... (Phi Đoàn 317 báo cáo) bắn rơi được 21 máy bay địch." Cathcart cho rằng Trung úy Robert Sederberg, khi hỗ trợ một đồng đội bị năm chiếc Bf 109 tấn công, đã bắn rơi ít nhất một máy bay Đức và có thể là đã bắn rơi đến năm chiếc. Sederberg bị bắn rơi trong cuộc không chiến và trở thành tù binh chiến tranh.

### Không quân Hoàng gia Australia

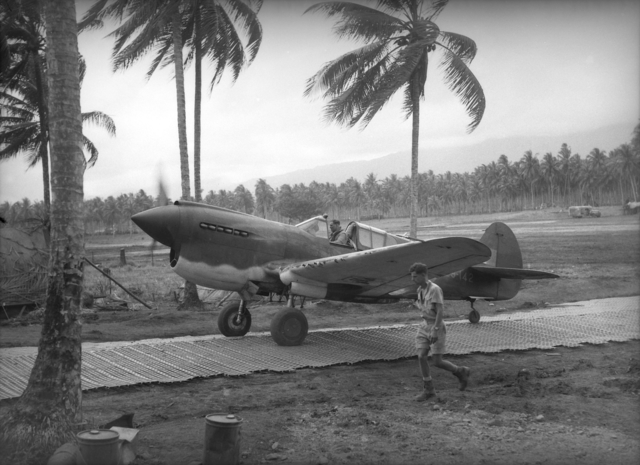
Chiếc P-40E-1 điều khiển bởi "Ách" Keith "Bluey" Truscott, Chỉ huy trưởng Phi đội 76 Không quân Hoàng gia Australia, lăn bánh dọc Marsden Matting tại Milne Bay, New Guinea vào tháng 9 năm 1942.

Kittyhawk là máy bay tiêm kích chủ lực được Không quân Hoàng gia Australia sử dụng trong Thế Chiến II với số lượng nhiều hơn chiếc Spitfire. Hai phi đội Không quân Hoàng gia Australia phục vụ trong Không lực Sa Mạc, Phi đội 3 và Phi đội 450, là những đơn vị Australia đầu tiên được bố trí P-40. Nhiều phi công Australia khác phục vụ trong các phi đội của Không quân Hoàng gia Anh tại mặt trận này.
Nhiều phi công Không quân Hoàng gia Australia đạt được thành tích cao khi lái P-40, một số trong quá trình phục vụ tại các phi đội Anh và Nam Phi trong Không lực Sa Mạc. Có ít nhất năm người đạt "Ách kép": Clive Caldwell (22 chiến công), Nicky Barr, John Waddy, Bob Whittle (mỗi người 11 chiến công) và Bobby Gibbes (10 chiến công) trong các chiến dịch tại Trung Đông, Bắc Phi và Tân Guinea. Tính chung, đã có 18 phi công Không quân Hoàng gia Australia đạt "Ách" khi lái P-40.

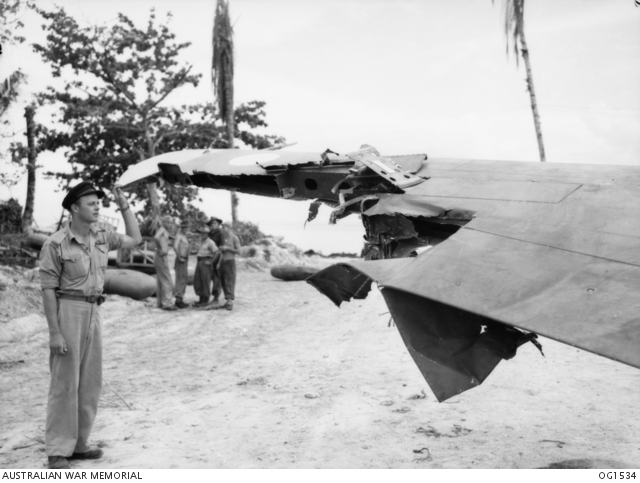
Bằng chứng về tính bền bỉ của chiếc P-40: Vào năm 1944, Trung úy T. R. Jacklin (trong hình chụp) đã bay chiếc P-40N-5 này của Phi đội 75 Không quân Hoàng gia Australia trên 320 km (200 dặm) sau khi mất cánh lượn phải và 25% diện tích cánh. Chiếc máy bay tiêm kích đã được sửa chữa và phục vụ cho đến hết chiến tranh.

Cùng lúc với những trận chiến ác liệt tại Bắc Phi, Chiến tranh tại Thái Bình Dương cũng đang ở những giai đoạn đầu, và các đơn vị Không quân Hoàng gia Australia hoàn toàn thiếu một chiếc máy bay tiêm kích phù hợp. Số máy bay Spitfire sản xuất được bị thu hút vào cuộc chiến tại châu Âu; P-38 và P-39 đã được thử nhưng bị cho là không phù hợp và cũng khó để có được; còn Mustang chưa hề xuất hiện tại bắt cứ phi đội nào ở đâu, và nền công nghiệp hàng không nhỏ bé và thiếu kinh nhiệm của Australia được hướng đến những chiếc máy bay to hơn. Những chiếc máy bay P-40 của Không lực Mỹ và các phi công của họ, nguyên được dự định gửi đến Không lực Hoa Kỳ tại Viễn Đông ở Philippines nhưng được chuyển hướng đến Australia do các hoạt động của Hải quân Nhật, là máy bay tiêm kích đầu tiên phù hợp được gửi đến với số lượng đáng kể. Đến giữa năm 1942, Không quân Hoàng gia Australia đã có thể có được một số máy bay được Không lực Mỹ gửi đến thay thế; chiếc P-40 được Không quân Hoàng gia Australia đặt lại tên của họ là A-29.
Những chiếc Kittyhawk Không quân Hoàng gia Australia đã đóng một vai trò cốt yếu trong Mặt trận Tây Nam Thái Bình Dương. Chúng chiến đấu tại tiền phương như là máy bay tiêm kích trong những năm đầu then chốt của cuộc chiến tại Thái Bình Dương, và sự bền bỉ cùng khả năng mang bom (454 kg/1.000 lb) của chiếc P-40 làm cho nó trở nên lý tưởng trong vai trò tấn công hỗ trợ gần mặt đất. Ví dụ như các phi đội 75 và 76 Không quân Hoàng gia Australia có vai trò cốt yếu trong Trận đánh vịnh Milne, chống đỡ được các máy bay Nhật Bản và cung cấp sự hỗ trợ gần mặt đất rất hiệu quả cho bộ binh Australia, vô hiệu hóa các lợi thế ban đầu về xe tăng hạng nhẹ và hải lực của phía Nhật Bản.

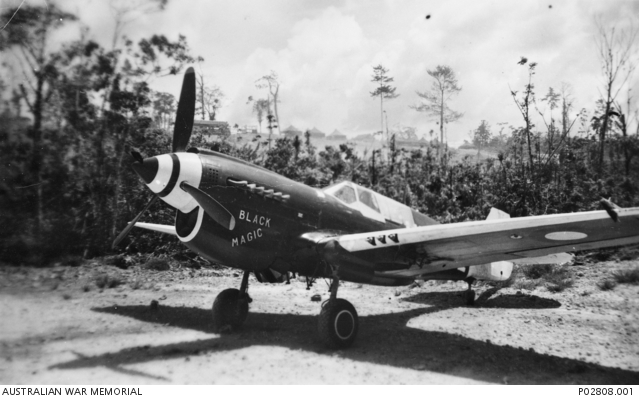
Chiếc P-40N-15 "Black Magic" của Phi đội 78 Không quân Hoàng gia Australia. Đại úy Denis Baker ghi được chiến công không chiến cuối cùng của Chiến dịch Tân Guinea trên chiếc máy bay tiêm kích này vào ngày 10 tháng 6 năm 1944. Sau đó nó được lái bởi Thượng sĩ Len Waters, phi công đầu tiên người Australia thổ dân bản địa, tại Đông Ấn thuộc Hà Lan năm 1944-1945.

Các đơn vị Không quân Hoàng gia Australia sử dụng Kittyhawk với số lượng đáng kể tại Tây Nam Thái Bình Dương là các phi đội: 75, 76, 77, 78, 80, 82, 84 và 86. Các phi đội này hoạt động chủ yếu tại Tân Guinea và Chiến dịch Borneo năm 1945. Vào năm này, các phi đội tại Tây Nam Thái Bình Dương bắt đầu chuyển sang sử dụng P-51D. Tuy nhiên, Kittyhawk vẫn còn được sử dụng với Không quân Hoàng gia Australia cho đến ngày cuối cùng của chiến tranh tại Borneo. Tổng cộng, Không quân Hoàng gia Australia đã nhận được 841 chiếc Kittyhawk (không kể đến những chiếc do Anh đặt hàng hoạt động tại Bắc Phi), bao gồm 163 chiếc P-40E, 42 chiếc P-40K, 90 chiếc P-40 M và 553 chiếc P-40N. Thêm vào đó, Không quân Hoàng gia Australia cũng đặt hàng 67 chiếc Kittyhawk cho Phi đội 120 Đông Ấn thuộc Hà Lan (một đơn vị hỗn hợp Australia-Hà Lan tại Tây Nam Thái Bình Dương). Chiếc P-40 được nghỉ hưu khỏi Không quân Hoàng gia Australia vào năm 1947.

### Không quân Hoàng gia Canada

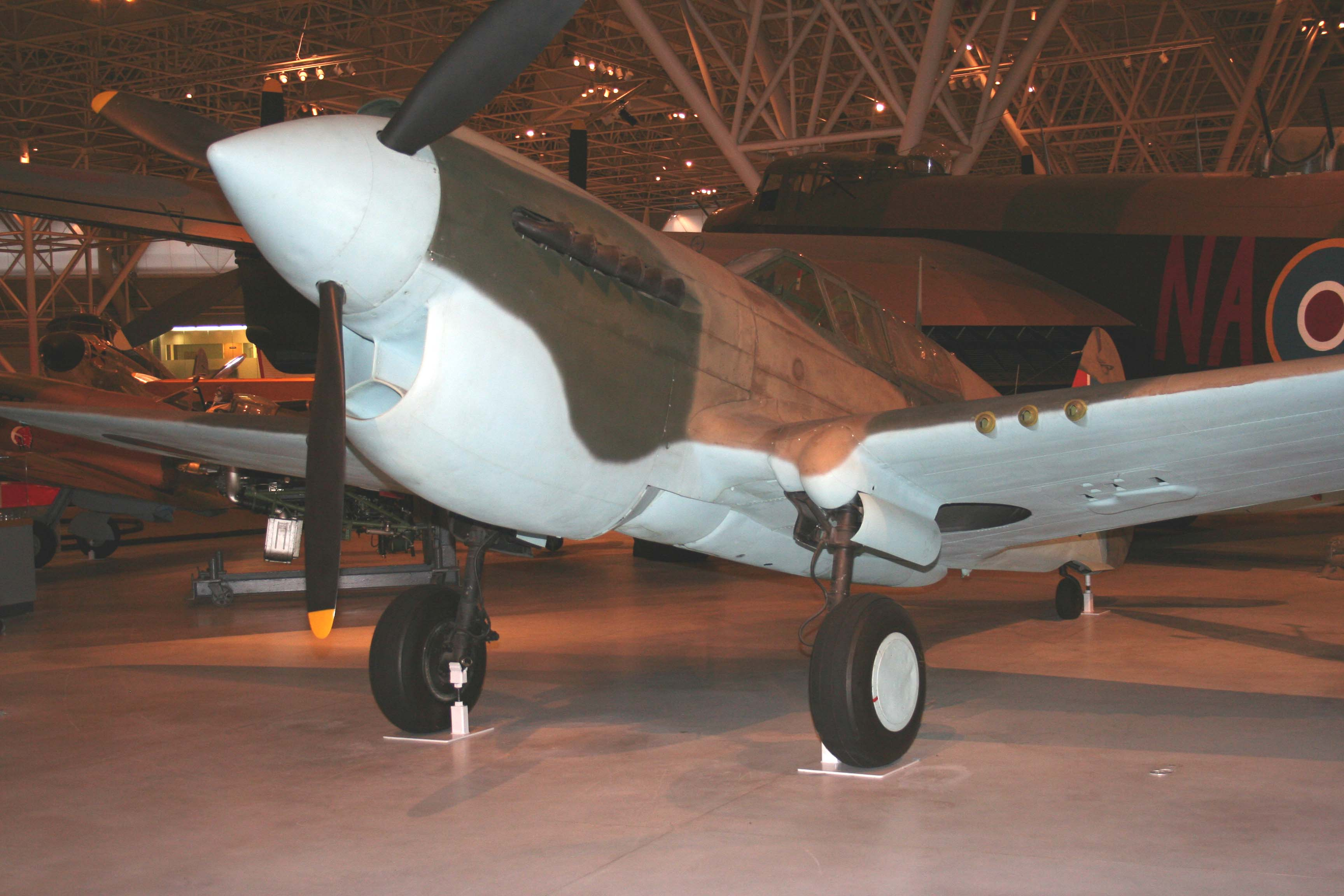
Chiếc Kittyhawk Mark I của Không quân Hoàng gia Canada tại Bảo tàng Hàng không Canada ở Ottawa, Canada.

Vào giữa tháng 5 năm 1940, Không quân Hoàng gia Canada có những cái nhìn đầu tiên về chiếc Curtiss P-40. Vào lúc đó một nhóm quan chức Hoa Kỳ bay đến sân bay Uplands gần Ottawa, nơi họ chứng kiến một chiếc XP-40 bay trong những chuyến bay cạnh tranh cùng một chiếc Spitfire. Khi những đòi hỏi dành cho Quân đội Canada tại Pháp được dỡ bỏ, một trong các đơn vị được thành lập là Phi đoàn Hợp tác Lục quân 101, bao gồm ba phi đội Không quân Hoàng gia Canada: Phi đội 400 (trước đây là Phi đội 110) và Phi đội 414, tất cả được trang bị máy bay P-40 Tomahawk, tạo nên Không đoàn 39 (Hợp tác Lục quân) Không quân Hoàng gia Canada. Vào tháng 1 năm 1943, cả ba phi đội chuyển sang sử dụng Mustang Mk I. Tính chung, Không quân Hoàng gia Canada nhận được 72 máy bay Kittyhawk I, 12 chiếc Kittyhawk Ia, 15 chiếc Kittyhawk III và 35 chiếc Kittyhawk IV, tổng số là 134 máy bay, thêm chín chiếc P-40K được thuê để sử dụng tại quần đảo Aleut, tất cả để thay thế cho 144 chiếc P-39 Airacobra ban đầu được phân phối cho Canada nhưng bị từ chối.

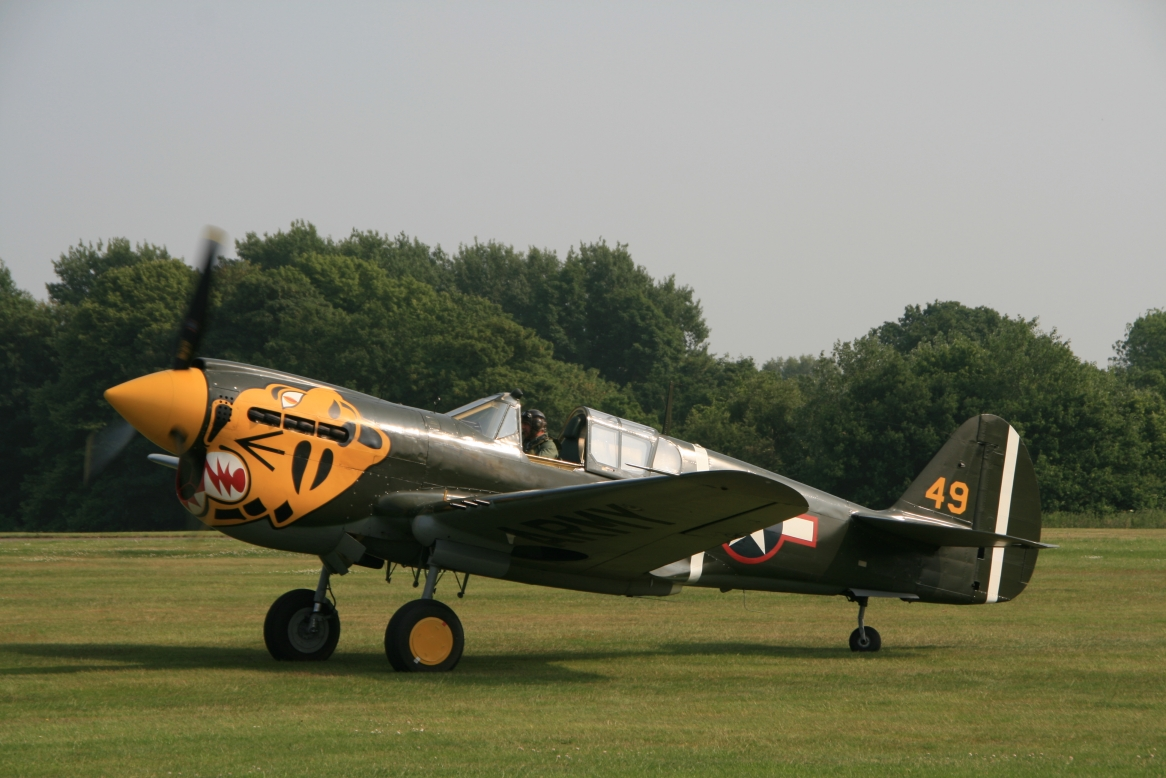
Chiếc P-40E sơn màu "Tiger" hoạt động tại quần đảo Aleut.

Một trong những hoạt động đáng kể của P-40 Không quân Hoàng gia Canada là ở Chiến dịch Aleut vào năm 1942. Khi Hải quân Đế quốc Nhật Bản tiến hành Trận chiến Midway, họ đã gửi một nhóm tác chiến thứ yếu đến tấn công vào quần đảo Aleut. Không quân Hoàng gia Canada đã gửi Phi đội 111 bay những chiếc Kittyhawk I đến một căn cứ tiền phương trên đảo Adak, Alaska. Trong quá trình chiến dịch kéo dài, 12 máy bay Kittyhawk Canada hoạt động trên căn bản xoay vòng theo lượt từ một căn cứ mới hiện đại hơn tại Amchitka, 75 dặm về phía Tây Nam Kiska. Hai phi đội tiêm kích Không quân Hoàng gia Canada, Phi đội 111 và Phi đội 14, luân phiên hoạt động tại căn cứ này. Trong khi được bố trí tại đây, một chiếc thủy phi cơ Nhật Bản Nakajima A6M2-N đã bị Thiếu tá Ken Boomer bắn rơi. Sau khi mối đe dọa từ phía Nhật Bản đã lắng dịu, các đơn vị Không quân Hoàng gia quay trở về Canada và sau đó được chuyển sang Anh Quốc nhưng không còn sử dụng Kittyhawk.

### Không quân Hoàng gia New Zealand
Có tổng cộng 301 chiếc P-40 được chuyển cho Không quân Hoàng gia New Zealand trong chương trình Cho thuê-Cho mượn, trong đó có 297 chiếc được đưa vào hoạt động (bốn chiếc còn lại bị mất trong quá trình chuyển giao). Những máy bay này được trang bị cho các phi đội 14, 15, 16, 17, 18, 19 và 20 Không quân Hoàng gia New Zealand. Một số phi công New Zealand tại Bắc Phi và Italy cũng lái những chiếc P-40 Anh Quốc khi phục vụ trong các phi đội Không quân Hoàng gia Anh.
Những chiếc P-40 New Zealand đã thành công trong chiến đấu chống lại quân Nhật trong các trận chiến ác liệt tại Mặt trận Thái Bình Dương từ năm 1942 đến năm 1944. Các phi công P-40 New Zealand báo cáo đã bắn rơi 99 máy bay địch và bị tổn thất 20 máy bay trong chiến đấu. Geoff Fisken, phi công có thành tích cao nhất trong số các Ách thuộc Khối Thịnh Vượng Chung tại Thái Bình Dương, đã từng lái chiếc P-40 với Phi đội 15 Không quân Hoàng gia New Zealand, cho dù một nửa những chiến công của anh được thực hiện với chiếc Brewster Buffalo.
Từ cuối năm 1943 đến năm 1944, những chiếc P-40 Không quân Hoàng gia New Zealand ngày càng được sử dụng nhiều hơn trong vai trò tấn công các mục tiêu trên mặt đất. Chiếc P-40 cuối cùng của Không quân Hoàng gia New Zealand ngoài mặt trận được thay thế bởi F4U Corsair vào năm 1944, và sau đó nó chỉ được sử dụng như là máy bay huấn luyện nâng cao dành cho phi công mới.
Những chiếc P-40 còn lại của Không quân Hoàng gia New Zealand, bao gồm 20 chiếc bị bắn rơi và 154 chiếc bị loại bỏ, hầu như bị tháo dỡ tại sân bay Rukuhia vào năm 1948. Có ít nhất sáu chiếc P-40 của Không quân Hoàng gia New Zealand còn sống sót. Chiếc máy bay của Fisken hiện thuộc quyền sở hữu của "The Old Stick and Rudder Company" (OSRC) và đang được phục chế tại New Zealand.

### Liên Xô

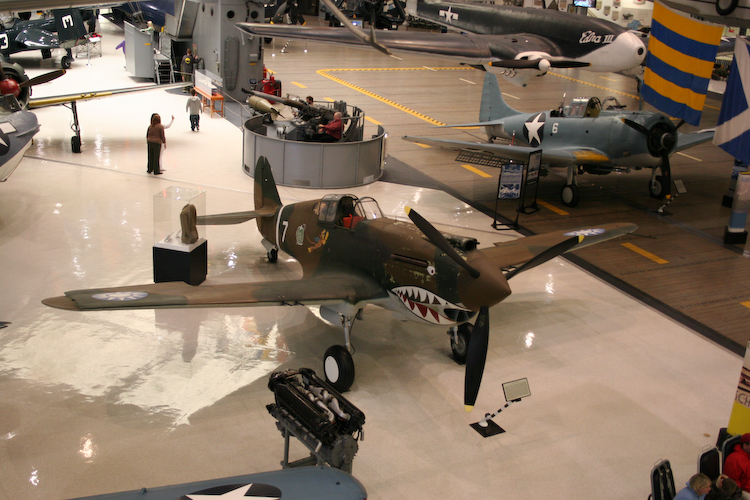
Chiếc P-40B Tomahawk đang trưng bày tại Bảo tàng Quốc gia Không lực Hải quân Hoa Kỳ này, được sơn màu của đội Phi Hổ tại Trung Quốc, nhưng thực ra chưa bao giờ hoạt động với họ. Ban đầu nó được giao cho Không quân Hoàng gia Anh và sau đó được chuyển sang Liên Xô.

Cho dù chỉ tương đối thông dụng đối với Liên Xô khi hiệu suất chiến đấu của nó chỉ ngang với loại LaGG-3 do Liên Xô sản xuất, Không quân Xô Viết đã sử dụng số máy bay P-40 họ được giao tương đối ít một cách khá rộng rãi chống lại Đức Quốc xã trên mặt trận phía Đông; và đa số các phi đội P-40 Xô Viết đều có thành tích tốt. Chiếc Warhawk cung cấp sự hỗ trợ gần mặt đất cũng như khả năng không chiến, và nhiều phi công Xô Viết đã trở thành "Ách" trên chiếc P-40 (cho dù không nhiều như đối với chiếc P-39 Airacobra, vốn là kiểu máy bay tiêm kích Hoa Kỳ được sử dụng thông dụng nhất bởi Không quân Xô Viết).
Người Nga đã làm nhẹ cân những chiếc P-40 của họ một cách đáng kể để chiến đấu, trong nhiều trường hợp tháo bỏ các khẩu súng máy trên cánh như trên phiên bản P-40B/C. Các cựu phi công Xô Viết được phỏng vấn trong những năm 1990 đã cho rằng kiểu máy bay có khả năng đương đầu chiếc Messerschmitt Bf 109 sử dụng chiến thuật "lượn và đốt", vì nó có thể lượn vòng nhanh hơn chiếc Bf 109 cho dù không thể bắt kịp khi lên cao và nhiều phi đội đã nâng cao tỉ lệ chiến thắng trên những chiếc Bf 109 và những chiếc Fw 190 phiên bản đời đầu. Các báo cáo của Không quân Xô Viết cho thấy họ thích tầm bay và trữ lượng nhhiên liệu của chiếc P-40 vốn vượt trội hơn đa số các máy bay tiêm kích Xô Viết, cho dù họ vẫn thích chiếc P-39 hơn. Than phiền lớn nhất của họ là tốc độ lên cao kém và những vấn đề về bảo trì, đặc biệt là việc cháy động cơ. Phi công Liên Xô thường bay chiếc P-40 ở chế độ hoạt động Khẩn cấp Chiến đấu khi không chiến, điều này giúp tăng tính năng bay về độ gia tốc và tốc độ lên gần bằng các đối thủ Đức, nhưng có thể làm cháy động cơ trong vòng vài tuần. Họ cũng gặp khó khăn do đòi hỏi cao hơn về chất lượng nhiên liệu và độ tinh khiết của dầu máy dành cho kiểu động cơ Allison. Một số chiếc P-40 bị cháy động cơ đã được trang bị lại với động cơ Klimov M-105của Xô Viết, nhưng chúng có tính năng bay kém và chúng thường được đưa về tuyến sau để sử dụng.
Chiếc P-40 được phía Xô Viết sử dụng nhiều nhất tại mặt trận trong năm 1942 và đầu năm 1943. Chúng được sử dụng tại phần phía bắc của chiến cuộc và đóng vai trò quan trọng trong việc phòng thủ Leningrad. Các phiên bản có số lượng đáng kể là P-40B/C, P-40E và P-40K/M. Đến lúc xuất hiện phiên bản P-40F và N hoàn thiện hơn, việc sản xuất những chiếc máy bay tiêm kích Xô Viết vượt trội đã được gia tăng đáng kể, nên chiếc P-40 được thay thế tại hầu hết các đơn vị Không quân Xô Viết bởi chiếc Lavochkin La-5 và các phiên bản sau này của dòng máy bay Yakovlev như Yak-9 và Yak-3, trong khi chiếc P-39 được sử dụng đến cuối chiến tranh.

### Nhật Bản
Lục quân Đế quốc Nhật Bản đã chiếm được một số chiếc P-40 và sau đó đã sử dụng một số tại Miến Điện. Người Nhật đã có thể có được cho đến mười chiếc P-40E bay được. Trong một giai đoạn ngắn vào năm 1943, một vài chiếc trong số chúng được sử dụng bởi Phi đội (Hiko Chutai) 2 thuộc Trung đoàn (Hiko Sentai) 50 trong cuộc phòng thủ Rangoon. Yasuhiko Kuroe, một thành viên của Phi đội 64, trong hồi ký của ông đã kể lại việc một chiếc P-40 do Nhật sử dụng đã bị bắn rơi do nhầm lẫn bởi một đồng đội Mitsubishi Ki-21 "Sally" bên trên bầu trời Rangoon.

### Phần Lan
Trên không phận Phần Lan, nhiều máy bay P-40 Xô Viết bị bắn rơi hay bị buộc phải hạ cánh do nhiều nguyên nhân khác nhau. Vì đang thiếu hụt một máy bay tốt, phía Phần Lan đã thu thập lại những chiếc này và nỗ lực để sửa chữa một chiếc Warhawk, mặc dù nó được nhận định lầm là một chiếc Kittyhawk. Chiếc máy bay này được bố trí vào một phi đội hoạt động của Không quân Phần Lan, nhưng việc thiếu hụt phụ tùng nên nó gần như chỉ ở trên mặt đất, ngoại trừ vài chuyến bay đánh giá.

### Các nước khác
Chiếc P-40 được sử dụng bởi hơn hai mươi quốc gia trong và sau chiến tranh. Nó được sử dụng bởi Brazil, Trung Quốc, Chile, Ai Cập, Phần Lan, Đông Ấn thuộc Hà Lan, Không quân Nam Phi và Thổ Nhĩ Kỳ. Chiếc P-40 cuối cùng được sử dụng trong quân đội là với Không quân Brazil (FAB) khi họ cuối cùng cũng cho nó nghỉ hưu vào tận năm 1958.

## Các phiên bản

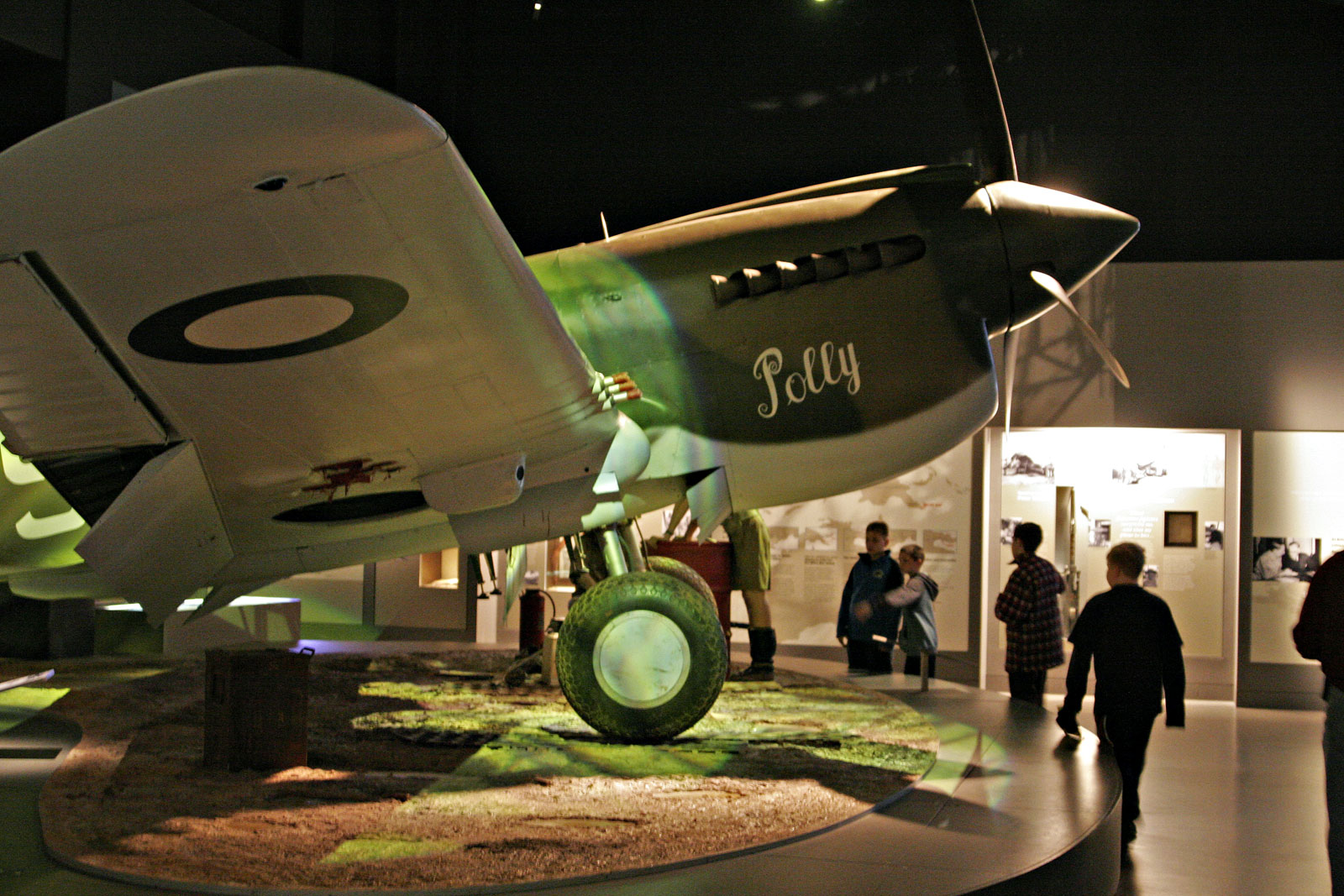
Chiếc P-40 Kittyhawk tại Bảo tàng Tưởng niệm Chiến tranh Australia.

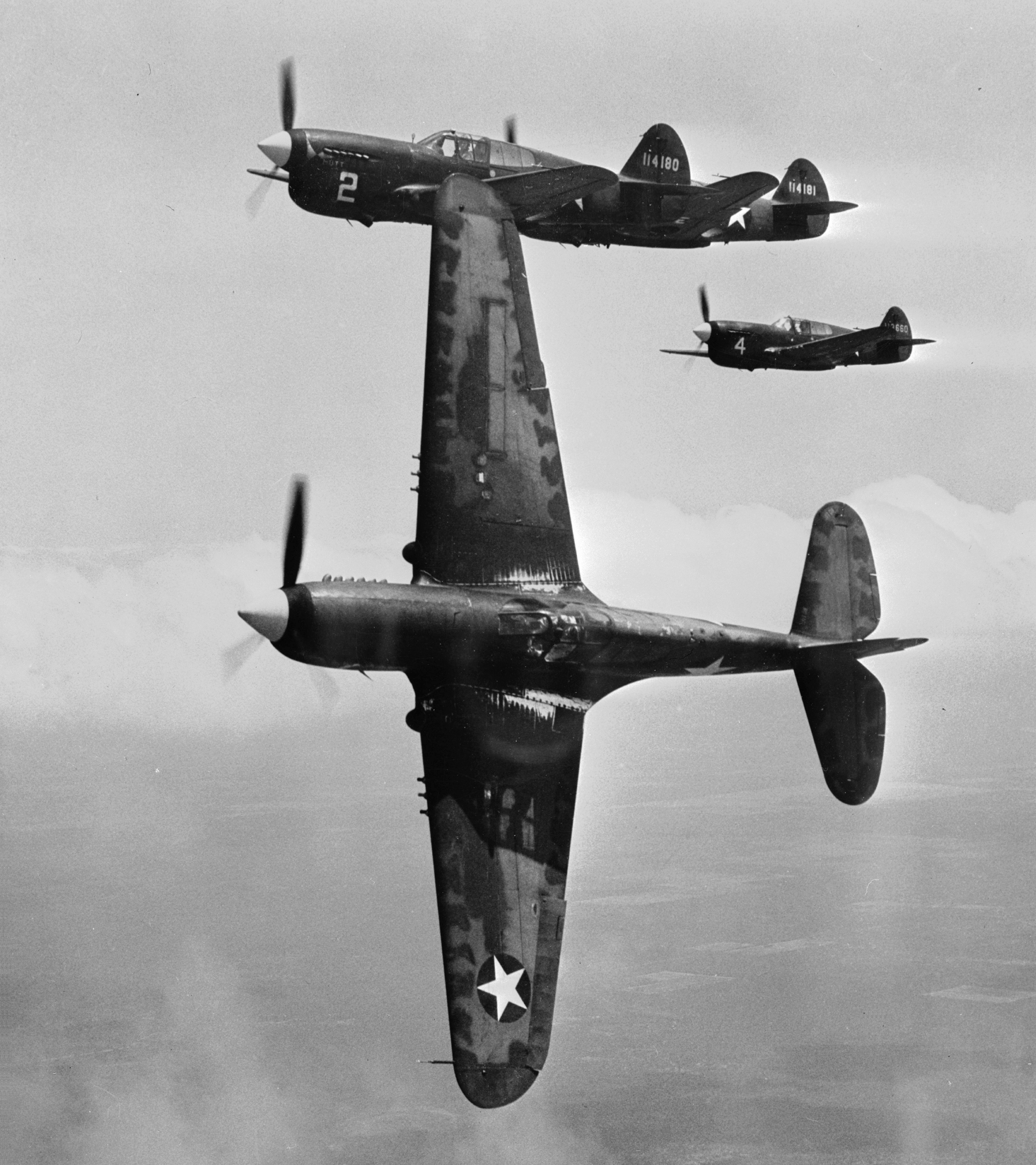
Chiếc máy bay dẫn đầu đội hình P-40 đang tách ra để "tấn công" trong một chuyến bay luyện tập. Moore Field, Texas, năm 1943.

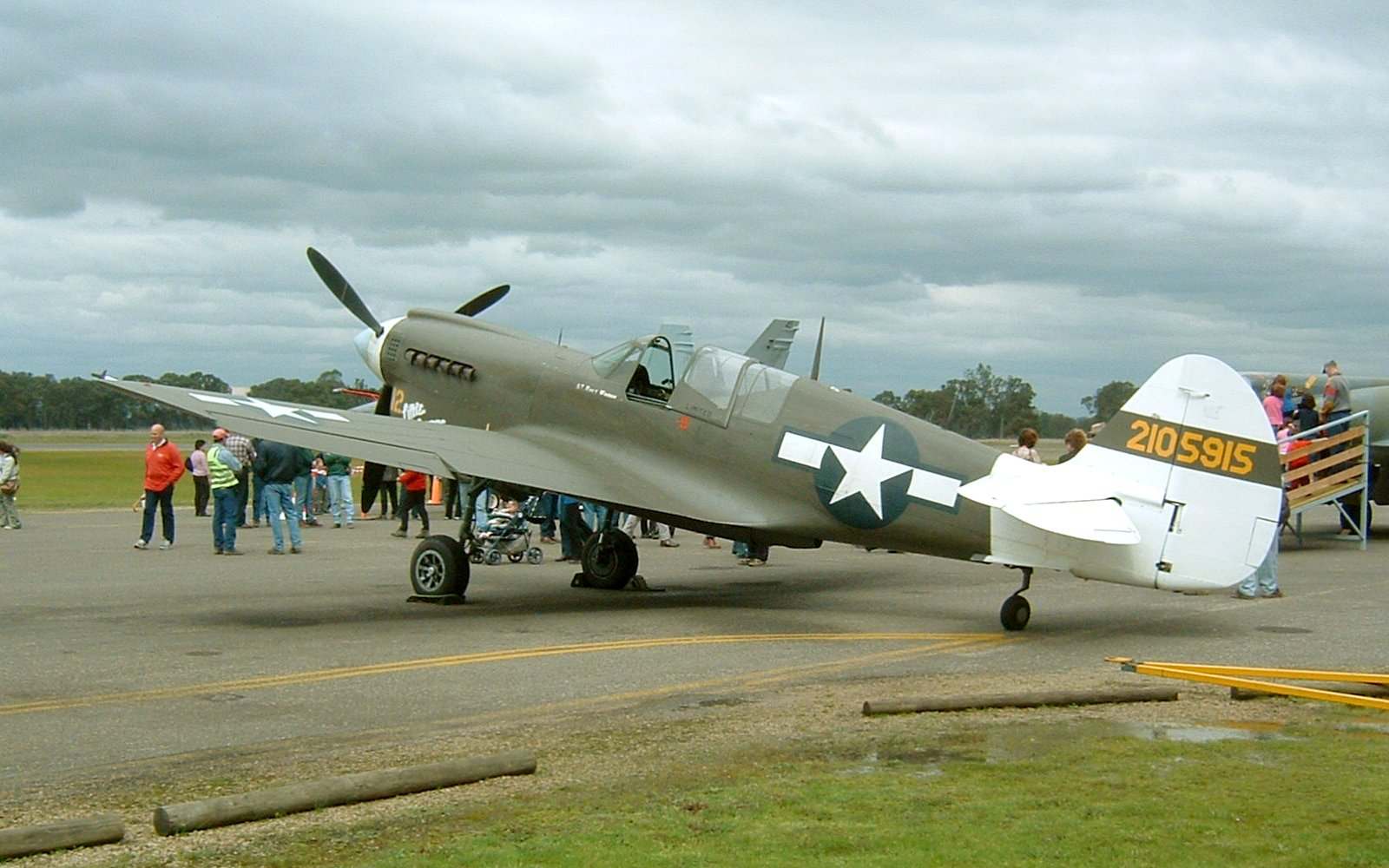
Chiếc Curtiss P-40N-5-CU "Little Jeanne"

P-40ATheo truyền thống đặt tên của Không lực Lục quân Hoa Kỳ không có phiên bản P-40A. Một số tài liệu ghi nhận rằng tên gọi này được dành cho một phiên bản trinh sát mang một máy ảnh từng được Curtiss phát triển trong một giai đoạn ngắn, nhưng nhanh chóng bị hủy bỏ.
P-40BPhiên bản P-40B hay Tomahawk IIA có thêm những khẩu súng máy 7,62 mm (0,30 inch) của Mỹ, hay 7,7 mm (0,303 inch) trên cánh và thùng nhiên liệu tự hàn kín được.
P-40CPhiên bản P-40C hay Tomahawk IIB được bổ sung thêm thùng nhiên liệu vứt được dưới bụng và đế mang bom, cũng như là thùng nhiên liệu tự hàn kín được cải tiến và các thay đổi nhỏ khác, nhưng trọng lượng nặng thêm đã ảnh hưởng tiêu cực đến tính năng bay. Mọi phiên bản P-40 đề có tỉ lệ công suất-trọng lượng tương đối thấp so với những máy bay tiêm kích đương thời.
P-40DChỉ có một số ít kiểu P-40D hay Kittyhawk Mk I được chế tạo - ít hơn 50. Với kiểu động cơ Allison mới lớn hơn, thân hơi hẹp hơn, nóc buồng lái được thiết kế lại, và buồng lái được cải tiến, chiếc P-40D loại bỏ các khẩu súng máy 12,7 mm (0,50 inch) trước mũi, thay bằng một cặp súng máy 12,7 mm (0,50 inch) trên mỗi cánh. Môi hút gió dưới "cằm" được mở rộng đủ để làm mát động cơ Allison lớn hơn.
P-40E hay P-40E-1Là phiên bản tương tự P-40D về nhiều khía cạnh, ngoại trừ động cơ hơi mạnh hơn và thêm một súng máy 12,7 mm (0,50 inch) trên mỗi cánh, tổng cộng là sáu súng máy. Một vài máy bay cũng có đế mang bom dưới cánh. Được cung cấp cho các nước Khối Thịnh vượng chung dưới tên gọi Kittyhawk Mk IA. Chiếc P-40E là phiên bản máy bay tiêm kích chịu đựng gánh nặng không chiến trong giai đoạn quyết định từ đầu đến giữa năm 1942, như các phi đội của Đội Phi Hổ tại Trung Quốc (chuyển từ phiên bản P-40B/C sang kiểu này), được Australia sử duụng tại Milne Bay, được các phi đội New Zealand dùng trong hầu hết các trận không chiến, và lực lượng Khối Thịnh vượng chung tại Bắc Phi như là kiểu Kittyhawk IA.
P-40F và P-40LCả hai được trang bị động cơ Packard Merlin thay cho kiểu Allison, và do đó không có môi hút khí cho bộ chế hòa khí trên nắp mũi. Tính năng bay của những phiên bản này ở tầm cao tốt hơn so với những người anh em gắn động cơ Allison. Phiên bản L đôi khi có một đường gân phía trước cánh ổn định đứng, hay một thân được kéo dài để cân bằng lực momen xoắn cao. Phiên bản P-40L đôi khi được đặt tên lóng là "Gypsy Rose Lee," theo tên một vũ nữ thoát y nổi tiếng thời đó, do tình trạng được lược bỏ bớt một số đặc tính. Được cung cấp cho các nước Khối Thịnh vượng chung dưới tên gọi Kittyhawk Mk II, 230 chiếc máy bay đầu tiên đôi khi được gọi là Kittyhawk Mk IIA. Có 330 chiếc Mk II được cung cấp cho Không quân Hoàng gia Anh trong chương trình Cho thuê-Cho mượn. Phiên bản P-40F/L được các đơn vị Không lực Mỹ sử dụng tại Mặt trận Địa Trung Hải.
P-40G43 chiếc P-40 trang bị kiểu cánh của Tomahawk Mk IIA. Có 16 được cung cấp cho Liên Xô, số còn lại cho Không lực Mỹ. Sau đó nó được đổi tên thành RP-40G.
P-40KMột phiên bản P-40L trang bị động cơ Allison, giữ lại kiểu môi trên mũi và cửa nắp xả của động cơ Allison. Được cung cấp cho các nước Khối Thịnh vượng chung dưới tên gọi Kittyhawk Mk III, nó được các đơn vị Không lực Mỹ sử dụng tại Mặt trận Trung Hoa-Ấn Độ-Miến Điện.
P-40MPhiên bản tương tự như kiểu P-40K, thân được kéo dài giống như kiểu P-40L và trang bị động cơ Allison V-1710-81 cho tính năng bay tốt hơn ở tầm cao so với các phiên bản động cơ Allison trước đó. Nó có một số chi tiết được cải tiến và đặc trưng bởi hai môi hút khí nhỏ ngay trước các ống xả. Đa số chúng được cung cấp cho các quốc gia khối Đồng Minh (chủ yếu là Anh Quốc và Liên Xô), trong khi một số khác được giữ lại Mỹ để huấn luyện nâng cao. Nó cũng được cung cấp cho các nước Khối Thịnh vượng chung dưới tên gọi Kittyhawk Mk. III.
P-40NĐược sản xuất từ năm 1943 đến năm 1944, là phiên bản sản xuất hằng loạt sau cùng. Bao gồm một thân sau kéo dài để cân bằng momen xoắn của kiểu động cơ Allison mới lớn hơn, và thân sau phía sau buồng lái được xén nghiêng để cải thiện tầm nhìn về phía sau. Nhiều nỗ lực cũng được thực hiện nhằm loại bỏ bớt trọng lượng thừa để làm tăng tốc độ lên cao của chiếc Warhawk. Phiên bản N khối sản xuất đầu bỏ bớt một súng máy 12,7 mm (0,50 inch) trên mỗi cánh, tổng cộng là bốn súng máy; nhưng các khối sản xuất sau đó lại trang bị nó trở lại sau khi có những than phiền từ những đơn vị ngoài tiền tuyến. Được cung cấp cho các nước Khối Thịnh vượng chung dưới tên gọi Kittyhawk Mk IV. Có tổng cộng 553 chiếc P-40N được Không quân Hoàng gia Australia sở hữu, khiến nó trở thảnh phiên bản được Australia sử dụng nhiều nhất. Tiểu biến thể của phiên bản P-40N thay đổi rất nhiều bao gồm lược bỏ bớt bốn súng máy để đạt được tốc độ tối đa nhanh nhất trong mọi phiên bản P-40 sản xuất lên đến 608 km/h (378 dặm mỗi giờ), cho đến những kiểu nặng nề trang bị mọi thứ dành cho vai trò tiêm kích-ném bom hay huấn luyện.
P-40PTên đặt cho 1.500 máy bay được đặt hàng trang bị động cơ V-1650-1, nhưng được chế tạo như kiểu P-40N với động cơ V-1710-81.
XP-40QChiếc nguyên mẫu với bộ cánh quạt bốn cánh, nóc buồng lái dạng bọt nước và thân sau phẳng, đầu chót cánh và đuôi vuông, động cơ được cải tiến với bộ siêu tăng áp hai tốc độ được thử nghiệm, nhưng sự cải thiện tính năng bay không đủ để đưa nó vào sản xuất hằng loạt khi so sánh với các kiểu đương thời P-47D và P-51D đang được sản xuất hằng loạt. Tuy nhiên, chiếc XP-40Q trở thành phiên bản P-40 nhanh nhất với tốc độ tối đa đạt được 679 km/h (422 dặm mỗi giờ) nhờ việc áp dụng một hộp số siêu tăng áp ở tầm cao. Không có phiên bản P-40 nào với bộ siêu tăng áp một tốc độ có thể đạt được 640 km/h (400 dặm mỗi giờ).
P-40RTên gọi của những chiếc P-40F và P-40L được cải biến thành máy bay huấn luyện vào năm 1944.
RP-40Một số chiếc P-40 Hoa Kỳ được cải biến thành máy bay trinh sát hình ảnh.
TP-40Một số chiếc P-40 được cải biến thành máy bay huấn luyện hai chỗ ngồi.

## Đặc điểm kỹ thuật (P-40E)

### Đặc tính chung
- Đội bay: 01 người
- Chiều dài: 9,66 m (31 ft 8 in)
- Sải cánh: 11,38 m (37 ft 4 in)
- Chiều cao: 3,76 m (12 ft 4 in)
- Diện tích bề mặt cánh: 21,92 m² (235.94 ft²)
- Lực nâng của cánh: 171,5 kg/m² (35.1 lb/ft²)
- Trọng lượng không tải: 2.880 kg (6.350 lb)
- Trọng lượng có tải: 3.760 kg (8.280 lb)
- Trọng lượng cất cánh tối đa: 4.000 kg (8.810 lb)
- Động cơ: 1 x động cơ Allison V-1710-39 kiểu V12 làm mát bằng nước, công suất 1.150 mã lực (860 kW)

### Đặc tính bay
- Tốc độ lớn nhất: 580 km/h (310 knot, 360 mph)
- Tốc độ bay đường trường: 435 km/h (235 knots, 270 mph)
- Tầm bay tối đa: 1.100 km (560 nm, 650 mi)
- Trần bay: 8.800 m (29.000 ft)
- Tốc độ lên cao: 11 m/s (2.100 ft/min)
- Tỉ lệ lực đẩy/khối lượng: 0.23 kW/kg (0.14 hp/lb)

### Vũ khí
- 6 x súng máy Browning M2 12,7 mm (0.50 in), 281 viên đạn mỗi khẩu
- 680 kg (1.500 lb) bom gắn trên 3 đế

## Nội dung liên quan

### Máy bay liên quan
- P-36 Hawk
- Curtiss XP-46

### Máy bay tương tự
- P-39 Airacobra
- P-51 Mustang
- A-36 Apache
- Focke-Wulf Fw 190
- Hawker Hurricane
- Lavochkin-Gorbunov-Goudkov LaGG-3
- Kawasaki Ki-61
- Macchi MC.202
- Messerschmitt Bf 109
- Dewoitine D.520
- Supermarine Spitfire
- Yakovlev Yak-1

### Trình tự thiết kế
XP-37 - P-38 - P-39 - P-40 - XP-41 - XP-42 - P-43

### Danh sách liên quan
- Danh sách máy bay chiến đấu
- Danh sách máy bay quân sự Hoa Kỳ

Bản mẫu:Tuskegee Airmen